# Our Boys
Ne doit pas être confondu avec Our Boys (série télévisée).
Our Boys est un ancien lougre de Cornouailles (Cornish fishing lugger ) plus que centenaire.
Son immatriculation de voile est : FY221, (quartier maritime de Fowey) en Cornouailles.
Il est classé bateau historique depuis 1992 par le National Historic Ships UK  et inscrit au registre du National Historic Fleet.

## Histoire
Our Boys est un lougre de Looe construit en 1904. Il fut destiné à la pêche aux filets dérivants à la grosse sardine (Pilchard), au hareng et maquereau en Manche. Il a d'abord navigué qu'à la voile puis a été motorisé. Il a connu de nombreux propriétaires.
Après une très belle restauration, il a repris sa voilure d'origine et il est devenu un voilier privé à usage de voilier-charter au départ du port de Cowes.
Il participe à de nombreuses fêtes maritimes sur le littoral français : Fêtes maritimes de Douarnenez et Fêtes maritimes de Brest (2008, 2012 et 2016) et à Temps fête Douarnenez 2018.

## Caractéristiques techniques
Ce lougre porte 2 mâts avec deux voiles au tiers et un foc avant sur bout-dehors